# Nina Morozhenko
Nina Morozhenko   (districte de Blagodarni, 13 de març de 1928 - Kíiv, 10 de juliol de 2009) va ser una astrònoma ucraïnesa, doctora en ciències físiques i matemàtiques. La seva recerca va ser sobre l'heliofísica.

## Educació
Morozhenko va estudiar física a la Universitat Estatal de Sant Petersburg. Va ser investigadora doctora a la Universitat Herzen. La seva recerca doctoral va considerar l'estructura i l'estat de les protuberàncies solars tranquil·les.

## Trajectòria
Després d'obtenir el seu doctorat, es va traslladar a Kíev, on va treballar a l'Observatori Astronòmic Principal de l'Acadèmia Nacional de Ciències d'Ucraïna. Va ser nomenada secretària acadèmica el 1962. Morozhenko es va especialitzar en heliofísica, amb especial atenció a les protuberàncies, que representen les substàncies gasoses vermelloses que són expulsades a la corona per la cromosfera. Les protuberàncies poden ser tranquil·les o pertorbadores, i són molt pertorbadores durant els eclipsis solars. Les protuberàncies tranquil·les, que duren més que les eruptives, poden persistir durant diversos mesos.
Va estudiar l'estructura heterogènia de les protuberàncies i va intentar comprendre les seves característiques espectrals. Va utilitzar teories de transferència i font variable per construir un model estructuralment no homogeni de la protuberància solar. Va explicar la forma espectral de diverses protuberàncies estudiant la seva densitat i fibrositat.

## Vida personal
Fou membre de la Unió Astronòmica Internacional.
Va morir el 10 de juliol de 2009 a Kíev.